# Przypąkowe zamieranie pędów maliny

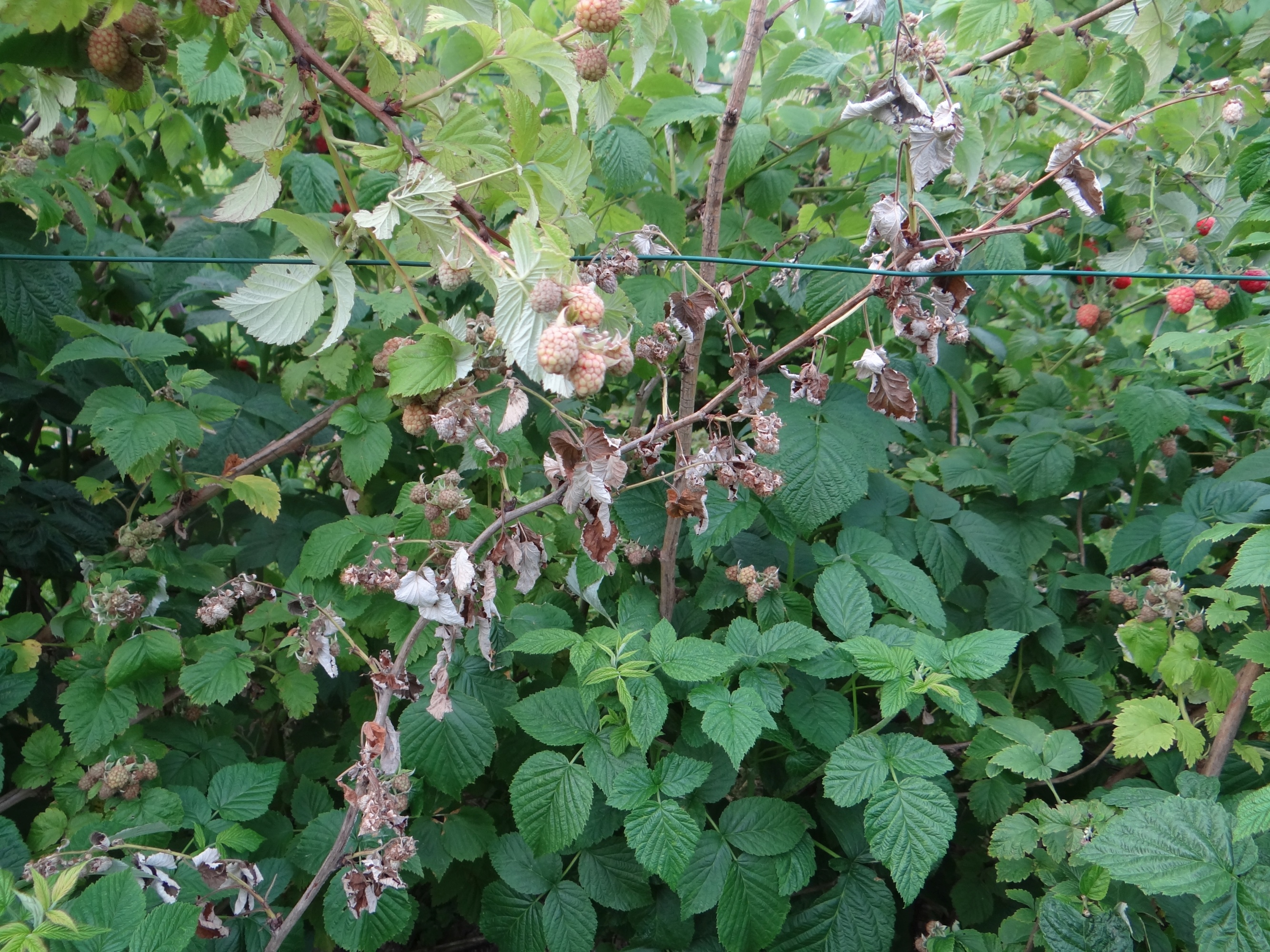
Obumarłe pędy

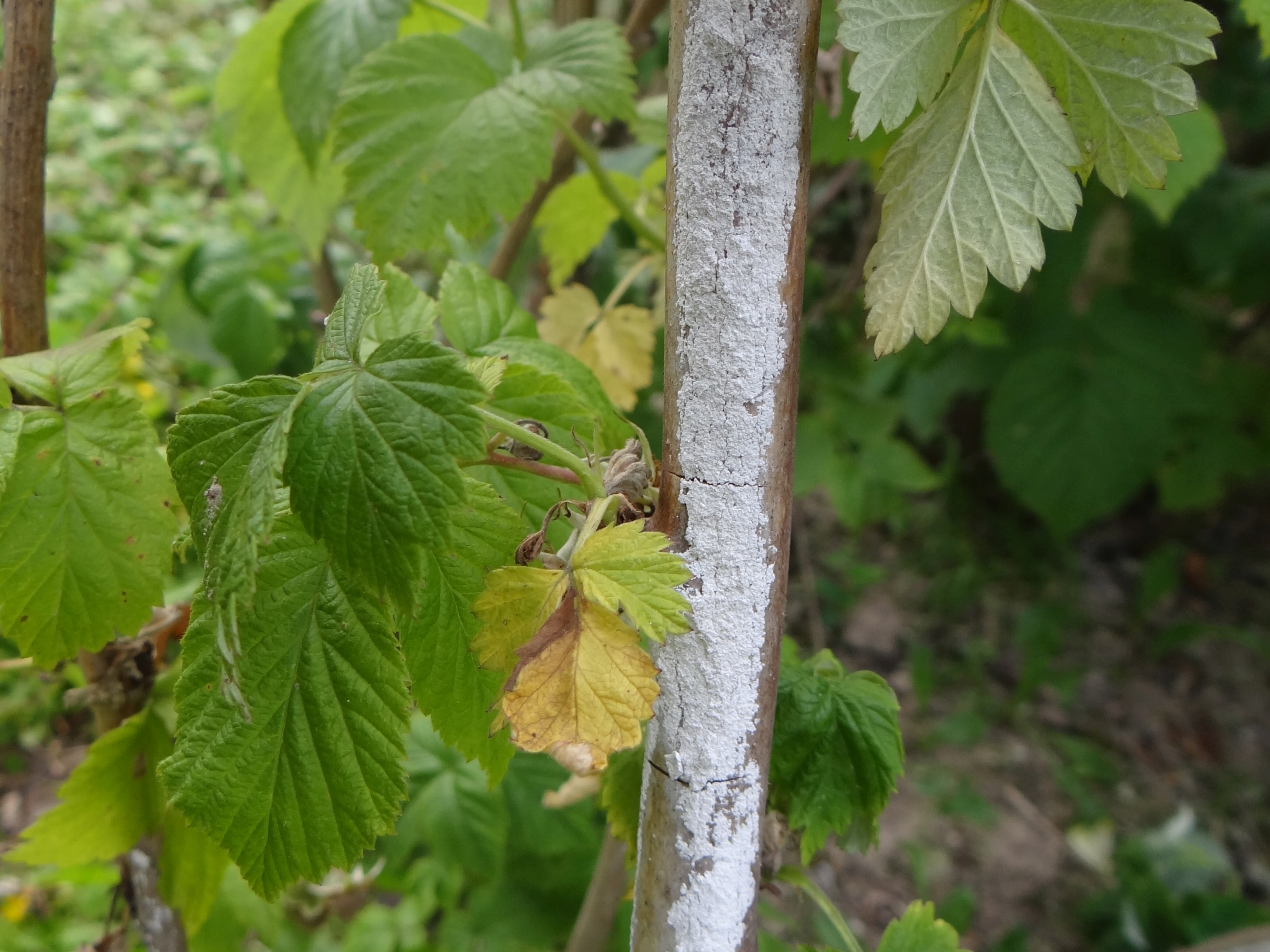
Obumierający pęd dwuletni

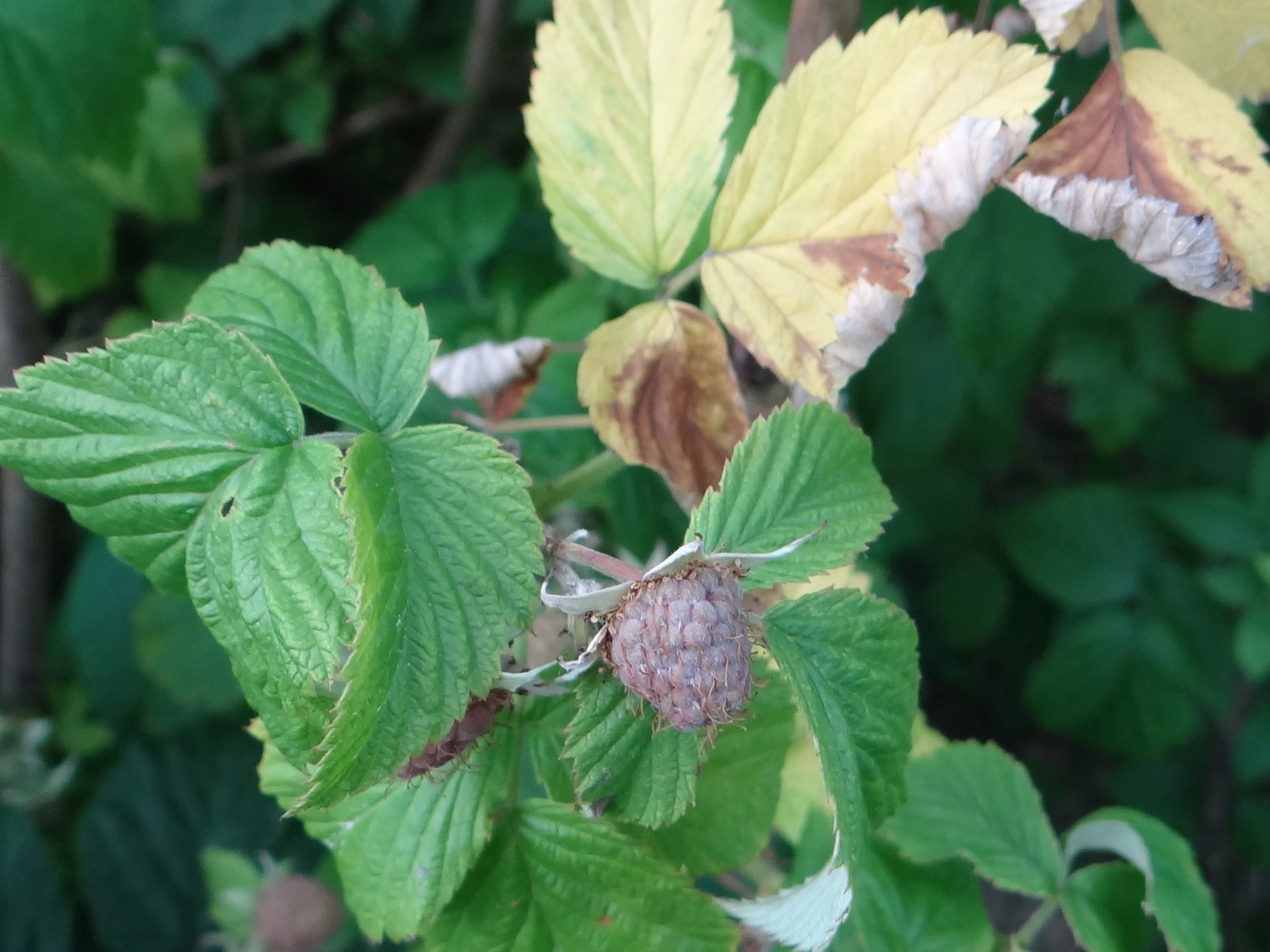
Obumierające liście

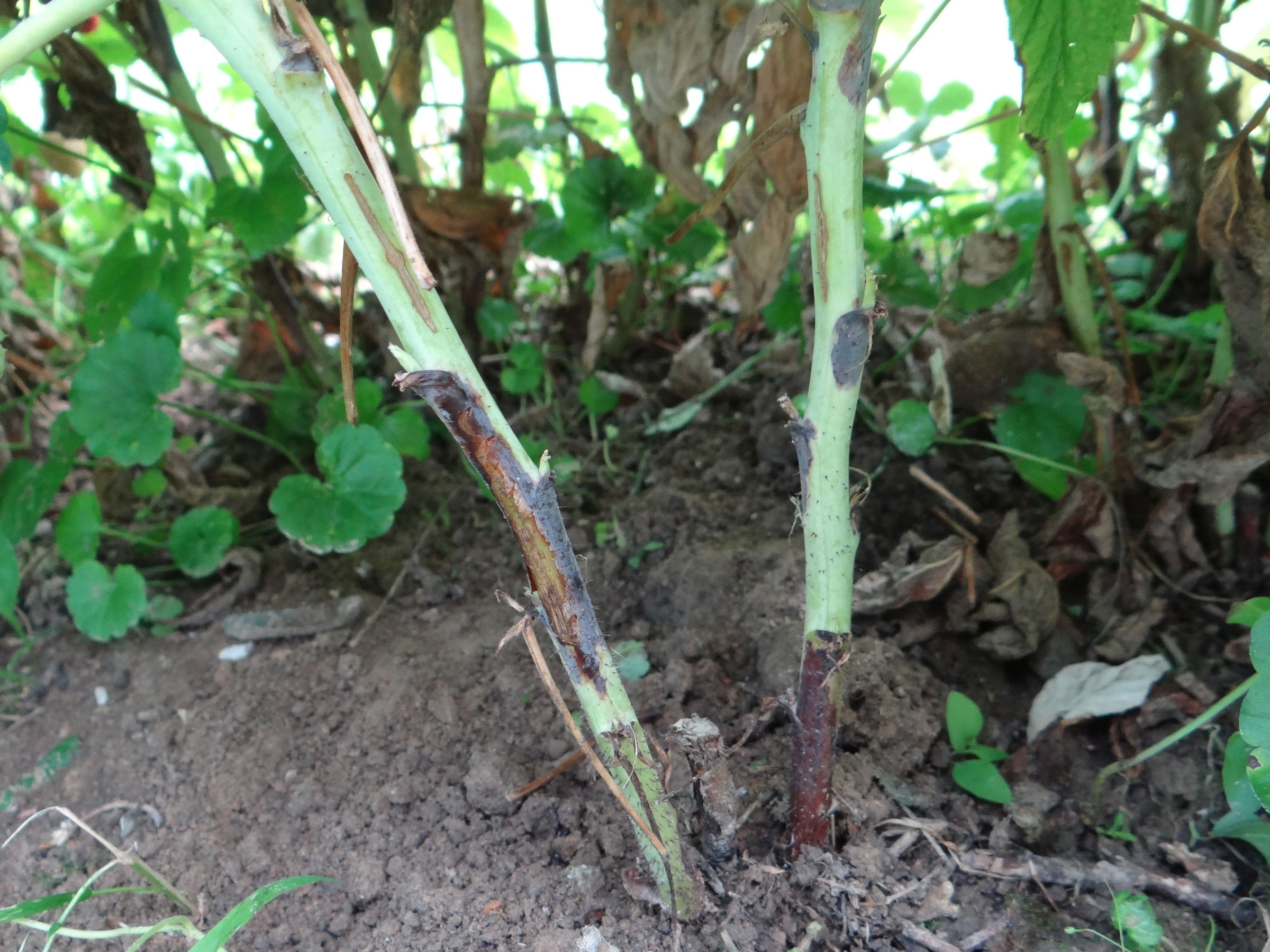
Porażony pęd jednoroczny

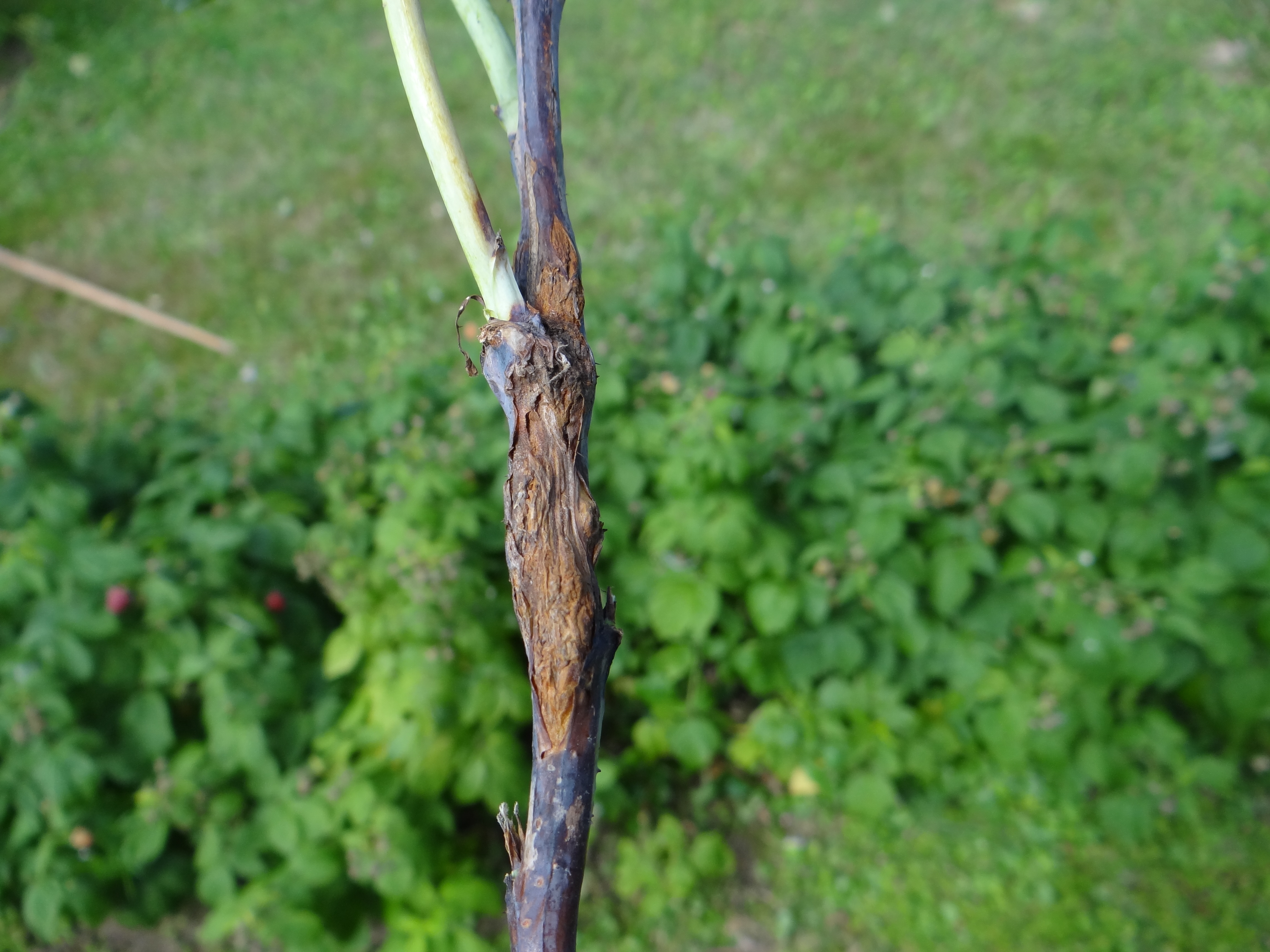
Objawy porażenia pędu

Przypąkowe zamieranie pędów maliny – grzybowa choroba malin i jeżyn wywoływana przez Didymella applanata.

## Występowanie i szkodliwość
Jest to choroba powszechnie występująca na całym świecie. W Polsce wraz z chorobami wirusowymi należy do najgroźniejszych chorób malin. Dla jeżyn jest mniej groźna. Prowadzi do zamierania pędów. Spadki plonu na plantacji mogą dojść do 50%. Ponadto chore pędy są bardziej podatne na przemarzanie.
Wśród odmian owocujących na pędach dwuletnich szczególnie podatne na tę chorobę są odmiany malin: ‘Malling Seedling’ i ‘Malling Promise’, a mniej podatne są odmiany: ‘Malling Rewel’, ‘Canby’ i ‘Beskid’ oraz ‘Latham’ i ‘Rubid’. Wśród odmian owocujących na pędach jednorocznych bardziej odporne są: ‘Polana’, ‘Polka’, ‘Pokusa’ i ‘Poranna Rosa’.

## Objawy
Pierwsze objawy choroby pojawiają się w połowie czerwca wokół pąków śpiących lub nasady liści. Są to eliptyczne, fioletowobrązowe i stopniowo rozrastające się przebarwienia. Rozrastają się zarówno na długości pędu, jak i wszerz. W dolnej części pędu barwne plamy mogą objąć cały jego obwód. W miarę rozrastania się plamy szarzeją i na pędach dwuletnich stają się jasnoszare. Szara barwa powstaje wskutek obecności pustych przestworów powietrznych pod warstwą martwych komórek. Wzrost porażonych pędów ulega zahamowaniu, łuski pąków zamierają, a pąki wysychają. W końcu kora na porażonych miejscach pędów łuszczy się i odpada, a na plamach pojawiają się ciemne, drobne brodawki. Są to skupiska owocników: pseudotecjów i pyknidiów. Porażone dwuletnie pędy zamierają. Zazwyczaj następuje to w okresie kwitnienia lub zawiązywania owoców, ale czasami wcześniej – nawet przed rozpoczęciem wegetacji.
Przypąkowe zamieranie pędów maliny to jedna z 4 chorób określanych nazwą zamieranie malin. Pozostałe to:
- zamieranie podstawy pędów maliny wywołane przez Leptosphaeria coniothyrium,
- szara pleśń maliny i jeżyny wywołana przez Botrytis cinerea,
- antraknoza maliny wywołana przez Elsinoë veneta,
- uszkodzenia mrozowe roślin.

Najbardziej charakterystycznym objawem odróżniającym przypąkowe zamieranie pędów od pozostałych chorób są wcześnie pojawiające się fioletowobrązowe plamy u nasady pąków i liści.

## Epidemiologia
Zimuje na pędach malin zarówno teleomorfa wytwarzająca płciowo askospory, jak i anamorfa wytwarzająca bezpłciowo zarodniki konidialne. Obydwa te rodzaje zarodników wiosną dokonują infekcji pierwotnych. Askospory zaczynają infekcję już pod koniec kwietnia, zarodniki konidialne około 2 tygodnie później. Przenoszone są przez wodę i wiatr. Warunkiem infekcji jest dłuższy okres wilgotności. Inkubacja choroby trwa około dwóch tygodni. Zarodniki wnikają do tkanek głównie w kątach liści i pąków, gdzie woda utrzymuje się dłużej. Często jednak wnikają do pędu także przez rany, np. drobne nakłucia spowodowane żerowaniem częstego na malinach szkodnika – pryszczarka namaliniaka. Bez pomocy tego szkodnika grzyb uszkadza jedynie miękisz korowy pędu, korzystając z wykonanych przez niego ran wnika do drewna. Tak porażony pęd brunatnieje i przestaje przewodzić wodę do wyżej położonych partii. Zazwyczaj taki pęd obumiera już wczesną wiosną. W miejscu porażenia pędy brunatnieją, stają się kruche, ustaje przewodzenie wody do wierzchołka pędu i następuje obumieranie pędów wczesną wiosną.
Wysiewanie zarodników odbywa się przez grzybnię na porażonych pędach dwuletnich. Najsilniej proces ten odbywa się w maju i czerwcu. Wysiewające się z nich zarodniki infekują pędy jednoroczne.

## Ochrona
Zapobiega się chorobie przez szereg działań profilaktycznych:
- sadzenie tylko zdrowych sadzonek
- uprawianie odmian o większej odporności
- niedopuszczanie do zagęszczenia się pędów, sprzyja to bowiem większej wilgotności i ułatwia infekcję chorób grzybowych. W tym celu należy przy sadzeniu zachować właściwe odstępy, a potem odchwaszczać plantację i usuwać latorośle
- pędy dwuletnie należy usuwać i palić zaraz po zebraniu owoców
- należy usuwać pędy chore
- unikać nadmiernego nawożenia azotem, gdyż sprzyja to rozwojowi choroby

Niezbędna jest także ochrona chemiczna. Należy rozpocząć opryskiwania pędów, gdy osiągną wysokość około 20 cm i potem powtarzać je co 10–14 dni do końca kwitnienia. Do opryskiwań stosuje się fungicydy tiuramowe i dikarboksymidowe. Gdy pędy malin osiągną wysokość wielkość 15–20 cm, można zastosować biologiczny preparat Polyversum WP. Opryski stosowane przeciwko zamieraniu pędów chronią maliny także przed białą plamistością liści maliny i rdzą maliny.